# Hozier
Andrew John Hozier-Byrne, ismertebb nevén Hozier (Bray, 1990. március 17. –) ír származású zenész, énekes, dalszövegíró. Zenéje elsősorban a folkból, a soulból és a bluesból merít, gyakran használ vallási és irodalmi témákat. Nemzetközi sikerét Take Me to Church című zenéjének köszönheti, ami több országban is többszörös platinalemez helyezést ért el.

## A kezdetek
Wicklow megyében született. Szülei Raine Hozier-Byrne művész és John Byrne, blues dobos, aki napközben egy bankban dolgozott. A szintén Wicklow megyei Delgany-ban nőtt fel. Gyerekként Hozier "az osztály bohócaként" és "fókuszálatlan diákként" azonosította magát, és az iskolát "monoton rémálomnak" nevezte. Egyszer egy golfpályán dolgozott WC-súrolóként, amit "a kemény munka jó tapasztalataként" jellemzett. 15 évesen kezdett el dalokat írni. Saját magát tanította meg gitározni és az iskolai kórusban énekelt. A Delgany National Schoolban tanult. Szülei katolikusok voltak, de áttértek a kvéker hitre. Ennek ellenére a katolikus St Gerard's School diákja volt, mielőtt a Trinity College-en zenét tanult volna. A főiskola visszautasított egy év halasztást, miután kihagyta a vizsgákat, hogy demókat vegyen fel egy zenei kiadó számára.

## Karrier

### 2008-2012: Kezdetek
Míg a Trinityben tanult, Hozier bekapcsolódott a Trinity Orchestra munkájába. 2007 és 2012 között az Anúna kórus tagja volt, és szólistaként szerepel a 2014-es Illuminations című lemezükön, ahol a La Chanson de Mardi Gras című dalt énekli. Az együttessel nemzetközi turnékon vett részt, többek között Norvégiában és Hollandiában is fellépett. 2009-ben és 2010-ben fellépett az Oxegen Festivalon, 2011-ben pedig Alex Winston előzenekara volt Dublinban. 2012-ben Hozier Billy Ocean háttérénekeseként lépett fel.

### 2013-2017: Áttörés
Hozier 2013-ban írta a Take Me to Church című dalt, miközben nyílt mikrofonos esteken játszott Dublinban; a nyers demó eredményeként szerződést kötött a Rubyworks Records indie lemezkiadóval. Hozier 2013. július 3-án adta ki debütáló középlemezét, amely szintén a Take Me to Church címet viseli, és megjelent a Billboard 200-on. Kezdetben saját padlásstúdiójában vette fel a demókat, mielőtt Rob Kirwan producerrel dolgozott volna a lemezen. A címadó kislemez 2013 szeptemberében jelent meg.  A homofóbia témáira utaló klip még ugyanebben a hónapban megjelent, és "kis költségvetésből" készült, teljes egészében fekete-fehérben forgatva. A videó népszerűségéhez hozzásegített Stephen Fry színész megosztása is, ami így kikerült a Reddit nyitóoldalára. A Take Me to Church a Hozier felemelkedését jelentette, a dal világszerte, köztük Magyarországon is az első öt helyezést érte el, és többszörös platina minősítést kapott; a dal a kritikusok elismerését is elnyerte szövegvilága és üzenete miatt. A középlemez befejező darabja, a Cherry Wine megszólalt Zach Braff Bárcsak itt lennék című filmjében. A zenét "szívszorító szövege és költészete" miatt választották. A zenét később az ír The Late Late Showban is előadta. 2014-ben Hozier megjelentette második középlemezét, a From Eden-t.
Hozier 2014. szeptember 19-én adta ki nevével azonos című albumát, amely az első két extended play-ének (EP) számait tartalmazza. Az album a folk, az R&B és a blues zenéből merített ihletet. Kritikai sikert aratott. Helen Brown a The Telegraph-tól megjegyezte, hogy ez "a vallás és a romantikus megszállottság intenzív, fiatalos lírai összefonódása, amely rendszeresen "a szerelem és a bántalmazás között egyensúlyoz". A Hozier Írországban az első helyen végzett, az amerikai Billboard 200-as listán pedig a második helyen végzett. Az album kétszeres platina minősítést kapott az Egyesült Királyságban és az Egyesült Államokban. A Take Me to Church megjelenése után a lemezről öt kislemez jelent meg 2014 és 2016 között: From Eden, Sedated, Work Song, Someone New, Jackie and Wilson és Cherry Wine, amelyek mind felkerültek az ír slágerlistára. A From Eden, Someone New és Cherry Wine videóklippjeiben olyan neves színészek szerepeltek, mint Katie McGrath, Natalie Dormer és Saoirse Ronan. Az album támogatására amerikai és európai turnéra indult.
2015-ben a Take Me to Church-öt az év dalának jelölték az 57. Grammy-gálán. A díjátadón és később a 2015-ös Billboard Music Awards-on Annie Lennox-szal adta elő a dalt. 2015. november 12-én elnyerte a VH1 Év előadója díjat, amelyet a rajongók szavazatai alapján ítéltek oda. Az ünnepségen Tori Kelly énekesnővel közösen adta elő a Take Me to Church és a Beatles Blackbird című számát. 2016 júniusában kiadta a Better Love című dalt a Tarzan legendája soundtrackjének részeként. Hozier ezt követően egy év szünetet tartott, és a debütáló album turnéja után visszaköltözött Írországba, hogy "visszakapcsolódjon".

### 2018-2021: Nina Cried Power középlemez és Wasteland, Baby!
2018 szeptemberében Hozier visszatért a Nina Cried Power középlemezének debütálásával. A lemez a címadó számán közösen dolgozott Mavis Staples amerikai rhythm and blues, blues- és gospelénekesnővel. Második stúdióalbumának vezető kislemeze, a Movement 2018. november 14-én jelent meg, egy klippel együtt. Hozier második albuma, a Wasteland, Baby! 2019. március 1-jén jelent meg, amely az előző EP-ről származó számokat tartalmazza. Az album tematikus elemei az apokalipszishez kapcsolódtak, miközben a romantika és a megváltás tematikus elemeit keresi. A fogadtatás nagyrészt pozitív volt. Az album rögtön felkerült az ír albumlista tetejére, valamint a Billboard 200-re is. Ez volt első toplistás megjelenése az USA-ban. A Wasteland Baby! azóta ezüst minősítést kapott az Egyesült Királyságban és aranyat az Egyesült Államokban.
A Wasteland, Baby! megjelenése után Hozier nemzetközi turnéra indult Észak-Amerikában, Ausztráliában, Új-Zélandon és Európában. Az albumnak 2019-ben kettő további kislemeze is megjelent: az Almost (Sweet Music) and Dinner and Diatribes. Az utóbbi videóklippjében Anya Taylor-Joy színésznő szerepel. Ő volt a Kentucky állambeli Lexingtonban, a Keeneland lóversenypálya területén megrendezett első Railbird Fesztivál záró fellépője. Hozier volt az augusztus 30. és szeptember 1. között Írországban megrendezett háromnapos Electric Picnic 2019 fesztivál egyik headlinere. Fellépett a Glastonbury Festival 2019-en, egy ötnapos fesztiválon, amelyet júniusban tartottak Angliában. Fellépett továbbá a Lollapalooza 2019-en, egy négynapos zenei fesztiválon, amelyet augusztusban tartottak Chicagóban.
2020 március és áprilisában Hozier többször is csinált élő adásokat az Instagramon és a Facebookon, hogy pénzt gyűjtsön az Irish Society for the Prevention of Cruelty to Children-nek (ISPCC) a COVID-19 járvány alatt. Március 27-én szerepelt a Late Late Show-ban. Április 14-én bejelentette, hogy megjelenteti coverjét a The Parting Glass-ról (egy skót népdalról) minden platformon, aminek a bevétele az ISPCC-nek megy. 2020 június 26-án szerepelt a Raidió Teilifís Éireann adománygyűjtő különkiadásában, az RTÉ Does Comic Relief-ben, aminek a bevétele a pandémia áldozatainak ment. A különkiadásban Croke Parkban elénekelte a Bridge over Troubled Water című, Simon & Garfunkel dalát, valamint egy sketch-t is eljátszott Aisling Bea ír humoristával.
2021 október 29-én Hozier megjelentette Tell It to My Heart című kislemezét Meduza együttműködésével, ami az Irish Singles Chart 13. helyén debütált.

### 2022-napjaink: Unreal Unearth és az Unheard középlemez
2021. december 30-án Hozier Twitteren bejelentette új albumát, az Unreal Unearth-et. A közösségi médiában dalszöveg részleteket tett közzé két készülő dalából, a De Selby-ből és a Rob the Goddess-ből. 2022-ben megjelent középlemeze, a Swan Upon Leda, aminek az inspirációját Mona Eltahawy egyiptomi feministától, Dobbs v. Jackson Women's Health Organization perből és a Mahsza Amíni-tüntetésekből szerezte. Az Atwood Magazine úgy méltatta a dalt, mint "egy kísérteties és szívszorítóan gyönyörű imát, könyörgést és kiáltást a reproduktív jogokért és a nők szerepvállalásáért". 2022 november 9-én megjelent Blood Upon the Snow Bear McCreary közreműködésével, ami a God of War Ragnarök videójáték egyik betétzenéje lett. 2023 március 16-án Hozier bejelentette az Unreal Unearth album turnéját.
Az Unreal Unearth 2023 augusztus 18-án jelent meg. Hozier kapcsolata az ír nyelvvel nyilvánvaló az albumon a dalszövegekben ("uiscefhuaraithe") és a dalok témáiban. A De Selby (Part 1) néhány részében is írül énekel, a fordításban Darach Ó Séaghdha, Peter Kavanagh és Dr. Gearóidín McEvoy, a "Motherfoclóir" ír podcast tagjainak fordítói támogatásával.
Az Eat Your Young című középlemezt 2023. március 17-én adta ki. A középlemezben három zene szerepel: Eat Your Young, All Things End és a Through Me (The Flood).
Az Unheard középlemez 2024. március 22-én jelent meg, és négy zenét tartalmaz: Too Sweet, Wildflower and Barley (Allison Russel közreműködésével), Empire Now és Fare Well. A zenék eredetileg az Unreal Unearth-en jelentek volna meg, és Dante Pokla inspirálta őket. Hozier azt mondta, hogy "ezek olyan dalok, amelyek a falánkság, a limbó, az erőszak és a külső "felemelkedés" köreibe kerülhettek volna be".

## Művészete

### Akik hatottak rá
Vidéki neveltetésének eredményeként Hozier korai zenei érintkezésének nagy részét szülei blues, jazz és soul lemezgyűjteménye adta, amely olyan előadókat tartalmazott, mint John Lee Hooker, Muddy Waters, Bukka White és Tom Waits. Első zenei emlékei édesapja dublini dobos karrierjéből származnak. Azt nyilatkozta, hogy zenei nevelését olyan chicagói blues előadók "alapozták meg", mint John Lee Hooker, Otis Redding és Nina Simone, akinek a Nina Cried Power című számában tiszteleg. Gyermekként rajongott a Stereophonics és a Daft Punk együttesekért. Inspirációját elsősorban az ír és az afroamerikai művészetből meríti; elmondása szerint a jazz, a rock, a soul és az R&B "gyökereit" nagyrészt a fekete kultúra alakította, és fontosnak tartja, hogy "hitelt adjon annak az örökségnek, amelynek hitelt ad". Gitáros munkássága a kelta folk inspirációjából, valamint Ali Farka Toure és Tinariwen zenészekből merít. Hozier kijelentette, hogy "a legjobb énekesek, akiket el tudok képzelni, női énekesek". Zeneileg Hozier zenei és énekesi hatásként Aretha Franklint, Johnny Cash-t, Woody Guthrie-t, Van Morrisont, Ella Fitzgeraldot, St Vincentet, Feistet, Little Green Cars-t, Paul Simont, Willie Dixont és Lisa Hannigant sorolta fel.

### Zeneszerzés
Hozier azt állítja, hogy az írása a kiindulópont alapján különbözik; egy couplet és egy lírai ötlet, vagy egy zenei horog, amit "egy meglehetősen embrionális pontból épít ki". A dalszövegek "messze a legtöbb időt veszik igénybe", és egy "lassú ismétlési folyamatot" ír le, miközben "nem támaszkodik túlságosan a szóvirágokra", hogy megőrizze az érzelmek integritását. A folyamatát "lassú, módszeres munkaként" írja le, és "aprólékos" a megfogalmazás tekintetében; azt nyilatkozta, hogy "minden ötletet meg tud védeni, mire valaki meghallja, mert [ő] hétszer átdobta egy szűrőn". Szövegei gyakran tartalmaznak élénk irodalmi utalásokat, és a természetből és a vallásból merítenek képeket; általában a romantikus kapcsolatok, a szerelem és a politika témáira összpontosítanak. Hozier elutasította, hogy munkásságát a költészethez hasonlítsák, mondván, hogy ha annak tekintenénk, "az rossz szolgálatot tenne magának a költészetnek". Zenéjében szerepet játszik a "társadalmi normák felforgatása", amelyek gyakran a szervezett vallás és a társadalmi konvenciók elleni dacról szólnak. Hozier utal az ír craic fogalmára, amelyet a társadalmi normák és az önbecsülés felforgatásaként értelmez, és kijelentette: "Ha az írek nem húzzák ki magukat valamiből, akkor mi értelme van valójában?". Dalszerzői munkásságára az ír zene és folklór, valamint Seamus Heaney és W. B. Yeats költők voltak hatással. Azt mondta, hogy első lemezén Oscar Wilde hatására "mesei aspektus" is volt.

### Társadalmilag tudatos témák
Steve Baltin a Forbes-tól megjegyezte, hogy Hozier rövid főiskolai zeneelméleti tanulmányai befolyásolták a hangzását, mivel "szociálisan tudatos" perspektívából ír. ozier kijelentette, hogy szerinte "a személyes a politikai"; műveinek nagy része közvetlen utalásokat tartalmaz aktuális eseményekre. A Take Me to Church című klipben két azonos nemű férfit láthatunk, akik azonos neműek között élnek, és az LMBTQ közösség tagjai ellen elkövetett igazságtalanságokra és erőszakra hívja fel a figyelmet. A videót az oroszországi meleg férfiak elleni erőszakos bűncselekményekről készült videók ihlették. A Cherry Wine című dalhoz készült klip a családon belüli erőszakra való figyelemfelhívás céljából jelent meg. A Nina Cried Power című dal szövegében olyan művészek nevei szerepelnek, mint Nina Simone, Bob Dylan és Mavis Staples, akiknek munkássága politikai vagy társadalmi igazságosságot képvisel. A klipben ír aktivisták szerepelnek tüntetések felvételei mellett. A Be számos utalást tartalmaz a tengerszint emelkedésére és a menekültválságokra is, utalva Donald Trump elnökre és a The Apprentice-ra. 2019 novemberében Hozier kiadta a Jackboot Jump című dalt, miután a turnén élőben is előadta azt. Ez a dal amellett, hogy közvetlen utalás George Orwell 1984 című művére, utal a hongkongi, oroszországi és amerikai társadalmi tüntetésekre. 2019-ben Hozier előadott egy kiadatlan, But the Wages című dalt, amely a hőmérséklet emelkedésére, valamint a világszerte zajló zavargásokra utal, miközben a bérek változatlanok maradnak. Az Unreal Unearth megjelenése előtt Hozier kiadta a Swan Upon Leda című kislemezt. A Léda és a hattyú görög mítoszról elnevezett dalról Hozier a közösségi médiában azt nyilatkozta, hogy Mona Eltahawy munkássága és a nők rendszerszintű elnyomása ihlette. A kommentelők megjegyezték a tematikus rezonanciát azzal, hogy a megjelenés egybeesik a Dobbs kontra Jackson Women's Health Organization amerikai per döntésével és a Mahsza Amini halálát követő iráni tüntetésekkel. Bár a dalt még azelőtt írta és készítette, hogy ezek közül bármelyik megtörtént volna, Hozier megjegyezte, hogy a megjelenés időzítése szándékos volt, és "egy lehetőségnek nevezte, hogy némi szolidaritást mutassunk".

## Magánélete
Hozier Oldfortban él, közel a Wicklow megyei Newcastlehöz Írországban egy 18. századi házban, amit 786.000 euróért (jelenleg kb. 291.885 forint) vásárolt meg 2015-ben, amit később kibővített. 198 cm magas. A karján Seamus Heaney ír költő utolsó szavai vannak tetoválva: "noli timere", ami latinul annyit tesz: "ne félj". Hozier 2017-ben állítólag Saoirse Ronannal járt.
Hozier a protestáns kvéker hitben nevelkedett, ma már agnosztikusnak vallja magát. 2019-ben azt nyilatkozta, hogy ritkán jár templomba, kivéve temetéseken és esküvőkön; a kvéker vallást azonban csodálja pacifizmusa és háborúellenes érzelmei miatt. Különösen érdekli, hogy az emberek hogyan használják a vallási intézményeket arra, hogy "tévedhetetlenséget" követeljenek maguknak, hogy mások fölött irányítást és hatalmat szerezzenek. Kijelentette, hogy az egyik pozitív lecke, amit vallásos neveltetéséből tanult, az volt, hogy "minden emberben keressük az isteni szikrát", és mindenkivel úgy bánjunk, mintha "Isten elméjébe és arcába néznénk".

### Aktivizmusa
Hozier tagja a Home Sweet Home nevű szervezetnek, amelyet olyan ír hírességek vezetnek, mint Saoirse Ronan színésznő és Glen Hansard zenész, és amelynek célja, hogy a kormány lépéseket tegyen a hajléktalanság megszüntetése érdekében. A szervezet 2016-ban illegálisan elfoglalt egy dublini irodaházat, hogy 31 hajléktalan családnak adjon otthont.
Hozier, aki protestáns neveltetést kapott a kvéker hitben, de katolikus iskolába is járt, nyíltan bírálja a katolikus egyházat, különösen a szexuális irányultsággal kapcsolatos nézetei miatt. A 2018-as népszavazáson támogatásáról biztosította az abortuszt az Ír Köztársaságban, és kijelentette, hogy a szavazást követően "büszkeséget" érzett nemzedéke és a demokratikus folyamat iránt.
A 2019-es Jackboot Jump című tiltakozó dalának összes jogdíját a NAACP és a Black Lives Matter mozgalom kapta a George Floyd-tüntetéseket követően.
2021 májusában Hozier aláírt egy nyílt levelet, amelyben felszólította az ír-amerikaiakat Joe Biden elnök kormányában, hogy vállaljanak szolidaritást a palesztinokkal.
2023 márciusában Hozier fellépett a Love Rising jótékonysági koncerten Nashville-ben az LMBT közösség támogatására. Nagy támogatója a transz közösségnek.

## Fordítás
Ez a szócikk részben vagy egészben  a   Hozier (musician) című angol Wikipédia-szócikk ezen változatának fordításán alapul.  Az eredeti cikk szerkesztőit annak laptörténete sorolja fel. Ez a jelzés csupán a megfogalmazás eredetét és a szerzői jogokat jelzi, nem szolgál a cikkben szereplő információk forrásmegjelöléseként.